# 巴巴通卡灣

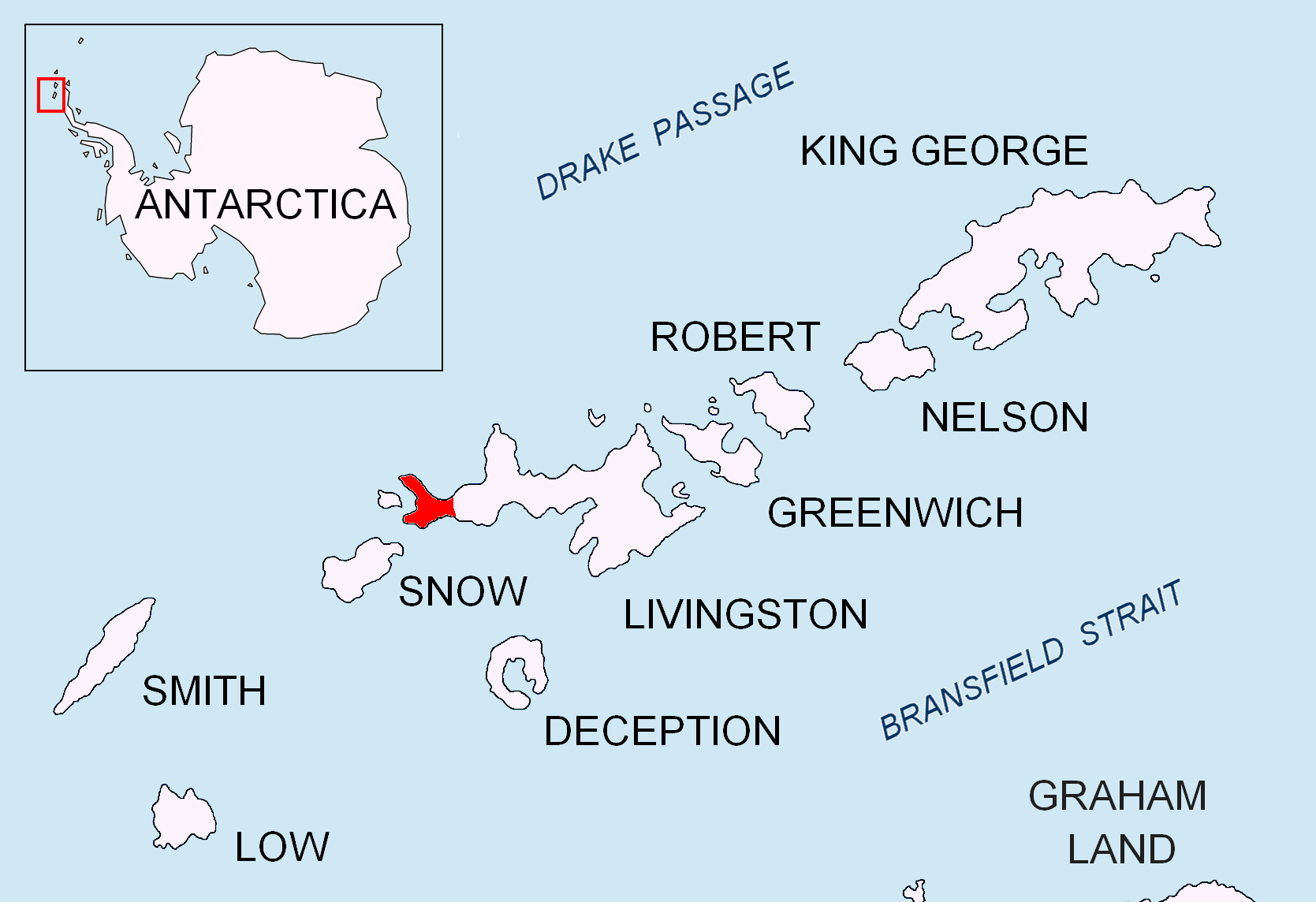

巴巴通卡灣是南極洲的湖泊，位於南設得蘭群島中利文斯頓島的拜爾斯半島北岸，處於維拉德角和沃拉德羅角之間，長0.75公里、寬1.1公里。
62°36′45″S 61°04′13″W / 62.61250°S 61.07028°W

## 外部連結
- Baba Tonka Cove. （页面存档备份，存于） SCAR Composite Gazetteer of Antarctica.